# Sarah Sorge

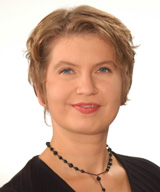
Sarah Sorge 2002

Sarah Sorge (* 26. August 1969 in Frankfurt am Main) ist eine ehemalige deutsche Politikerin. Sie ist Mitglied von Bündnis 90/Die Grünen und war von 2001 bis 2012 Abgeordnete im Hessischen Landtag, wo sie wissenschafts- und kulturpolitische Sprecherin ihrer Fraktion war. Von 2005 bis 2012 war Sorge Vizepräsidentin des Hessischen Landtags. Von März 2012 bis Juli 2016 war sie Stadträtin und Dezernentin für Bildung und Frauen der Stadt Frankfurt am Main.

## Politische Laufbahn
Sarah Sorge machte 1989 auf der Bettinaschule in Frankfurt am Main Abitur und studierte danach Politikwissenschaft an der Johann Wolfgang Goethe-Universität Frankfurt am Main, wo sie sich in der Studentenschaft engagierte. Sie ist seit 1993 Mitglied der Grünen. Sie war in der hessischen Grünen Jugend aktiv und wurde sofort nach ihrem Parteieintritt Sprecherin des Grünen Jugendstammtischs Frankfurt und Beisitzerin im Kreisvorstand der Frankfurter Grünen. Sie behielt diese Ämter bis 1997. Von 1997 bis 1999 und von 2007 bis 2009 war sie Vorstandssprecherin des Frankfurter Kreisverbandes von Bündnis 90/Die Grünen.
1997 wurde sie in die Frankfurter Stadtverordnetenversammlung gewählt und wurde gleichzeitig Sprecherin (Vorsitzende) des Kreisverbandes ihrer Partei. Bevor sie 2001 für Alexander Müller in den Landtag nachrückte, war sie zwei Jahre Landesgeschäftsführerin der hessischen Grünen. Sie wurde bei den Landtagswahlen 2003, 2008 und der vorgezogenen Landtagswahl 2009 als Listenkandidatin wiedergewählt. Daneben kandidierte sie auch stets im Wahlkreis Frankfurt am Main IV.
Als Landtagsabgeordnete beschäftigte sie sich vor allem mit Hochschule, Wissenschaft und Kunst sowie der Verhinderung des Flughafenausbaus in Frankfurt und der Förderung der Gleichstellung von Frauen.
Im Februar 2012 wurde Sorge in der Frankfurter Stadtverordnetenversammlung mit den Stimmen von Grünen und CDU zur Bildungsdezernentin gewählt. Nach ihrer Abwahl im Juli 2016 machte sie eine Ausbildung zum Coach und berät und coacht seitdem Frauen in Führungsfunktionen sowie Führungsteams, vorwiegend in Politik, Verwaltung und Bildungsinstitutionen.